# Üüdibe
Üüdibe – wieś w Estonii, w prowincji Sarema, w gminie Salme.